# Christopher Olivier
Christopher Charl Olivier (* 31. Jänner 2006 in Au) ist ein österreichisch-südafrikanischer Fußballspieler.

## Karriere
2018 kam Olivier von seinem Stammverein FC Au in die AKA Vorarlberg, in der er vier Jahre lang spielte. Er wechselte 2022 zum VfB Stuttgart. Am 9. April 2024 verlängerte er bei den Schwaben.
Mit der zweiten Mannschaft des VfB Stuttgart debütierte Olivier gegen den SV Wehen Wiesbaden am 3. Spieltag der Saison 2024/25 am 25. August 2024 in der 3. Liga. Im Oktober 2024 stand er in der UEFA Champions League gegen Sparta Prag erstmals im Kader der ersten Mannschaft.

## Privates
Christophers Vater Heinrich ist gebürtiger Südafrikaner. Seine Schwester ist die Skirennläuferin Victoria Olivier.